# Spirotropis phaeacra
Spirotropis phaeacra é uma espécie de gastrópode do gênero Spirotropis, pertencente a família Drilliidae.